# Бернардо Альварес, Мануэль де
Мануэль де Бернардо Альварес дель Касаль (исп. Manuel de Bernardo Álvarez del Casal, 21 мая 1743 — 10 сентября 1816) — южноамериканский политический деятель.
Мануэль де Бернардо Альварес родился в 1743 году в Санта-Фе-де-Богота, вице-королевство Новая Гранада; его отцом был Бернардо Альварес — член Королевской аудиенсии Боготы. В 1762—1768 годах изучал право в Колледже Св. Варфоломея, позднее защитил диссертацию по теологии и стал профессором гражданского и канонического права. В 1768 году он женился на Хосефе Лосано де Перальте, которая была дочерью маркиза де Сан-Хорхе; таким образом он породнился с одной из богатейших и влиятельнейших семей колонии. После этого он работал на различных постах в колониальной администрации, с 1789 года входил в городской совет Санта-Фе-де-Боготы.
Во время революционных событий 1810 года Мануэль де Бернардо Альварес, как член городского совета, стал членом Верховной Народной Хунты Новой Гранады, также он начал издавать газету «Aviso al Público». Пользуясь своим положением, он стал агитировать за освобождение сына своей сестры Антонио Нариньо, находящегося в заключении в Картахене. Это удалось сделать, и в декабре Нариньо прибыл в Боготу.
Хунта в Боготе, несмотря на своё название, контролировала только город; многие местные хунты не желали подчиняться бывшей столице вице-королевства. В декабре 1810 года состоялся съезд представителей повстанцев, президентом которого стал Мануэль де Бернардо Альварес, а секретарём — Антонио Нариньо. Так как на съезд собрались представители лишь шести провинций (Антьокия, Картахена, Касанаре, Памплона, Тунха и Попаян), то он не смог выработать конституции.
Тогда в провинции Кундинамарка, в которую входила Санта-Фе-де-Богота, была собрана провинциальная Конституционная Ассамблея, избравшая президентом провинции Хорхе Тадео Лосано. Конституция объявляла независимость Кундинамарки, но формально признавала испанского короля монархом, отвергая его представителей в лице вице-королей. Альварес и Нариньо стали вести кампанию против президента Лосано, и добились его ухода. Нариньо стал новым президентом, и стал вести строительство единого централизованного государства, что привело к первой гражданской войне в истории Колумбии. 16 июля 1813 года Конституционный конгресс, по-прежнему возглавляемый Альваресом, объявил Кундинамарку полностью независимым государством, не подчинённым более испанскому королю.
Весной 1814 года Нариньо отправился на юг, чтобы отбить нападение роялистов; президентские полномочия он при этом передал Альваресу. В ходе боевых действий он был ранен и попал в плен; тем временем «федералисты» предприняли очередное наступление на Боготу, и 11 декабря 1814 года Симон Боливар взял город. Мануэль де Бернардо Альварес ушёл из политики и стал вести частную жизнь.
После того, как в 1816 году испанцы отвоевали Новую Гранаду, в стране был установлен режим террора. Мануэль де Бернардо Альварес был арестован и 10 сентября 1816 года казнён в Боготе.